# Kewet EL Jet
Der Kewet EL Jet mit der Typnummerierung 1 bis 4 (ab Version 5: Citi-Jet) ist ein von dem dänischen Unternehmen Kewet Industri hergestelltes dreitüriges Elektro-Fahrzeug oder Elektroauto.
Nach der Insolvenz 1998 und dem Umzug nach Norwegen wurde das Fahrzeug und der mitgekaufte Name ab Version 6 in Kewet Buddy geändert.
Es sind jedoch noch zahlreiche Kewet 1 bis 5 in Deutschland in Betrieb. Das Fahrzeug ist klein und passt daher auch in kleine Parklücken, oft in der Querposition, hinein.
Die Masse (1 bis 5) betrug 740–840 kg (einschließlich Blei-Akkus, ca. 260 kg), zuzüglich ca. 160 kg bis 250 kg möglicher Zuladung.

## Geschichte
Der dänische Industrielle Knud Erik Westergaard (KEW) war seit 1971 sehr erfolgreich mit KEW-Reinigungsmaschinen und industriellen Waschmaschinen tätig. Er verkaufte dann sein Unternehmen 1988 und begann ein kleines erschwingliches Elektroauto zu konstruieren. Der erste Kewet rollte 1991 aus der Produktionslinie in Hadsund/Dänemark.
Seit diesem Zeitpunkt wurden etwa 800 Kewets verschiedener Modelle – alle ziemlich gleich aussehend, bis auf die Farbe – in Hadsund produziert. Eine größere Produktionslinie wurde im Jahre 1995 in Nordhausen/Thüringen aufgebaut. Ungefähr 200 Fahrzeuge wurden produziert, bevor die Produktion wieder geschlossen wurde. Probleme mit den deutschen Behörden und der zu geringe Absatz der Fahrzeuge führten dazu, dass "Kewet Industri" und "Kewet Sales" 1998 Konkurs anmelden mussten. Danach wurde eine Firma gegründet ("Kewet International"), die die Produktion zurück nach Hadsund verlagern sollte. Dazu kam es jedoch nicht, was dem norwegischen Händler "Bil A/S", mittlerweile "Elbil Norge A/S", im Herbst 1998 ermöglichte, sowohl die Produktionslinie als auch den Teilebestand und die Namensrechte an "Kewet" zu kaufen.

## Besonderheiten
- Das Fahrzeug hat einen feuerverzinkten Stahlrohrrahmen und eine Polyesterkarosserie mit ABS-Teilen.
- EL Jet 1 und EL Jet 2 haben ein Viergang-Schaltgetriebe mit Rückwärtsgang.
- Ab dem EL Jet 3 gab es einen Compoundmotor ohne Schaltgetriebe, der jedoch aufgrund der Werkseinstellung relativ hohen Verschleiß verursachte. Beim El Jet 4 wurde das Problem gelöst.
- Das Fahrzeug bietet durch seine Sitzplatzanordnung eines Sitzes in Standardgröße und eines breiten Sitzes bis zu drei Personen Platz. Voraussetzung ist das Vorhandensein von drei separaten Sicherheitsgurten.
- Viele Anbauteile stammen aus Serienfahrzeugen anderer Hersteller.
- 12 Fahrzeuge wurden als sogenannte CityVan produziert.

## Technische Daten
Die Höchstgeschwindigkeit des Fahrzeugs beträgt 65 bis 80 km/h, die Reichweite – je nach Akkuzustand, Fahrweise und Streckenprofil ca. 40–60 km mit Blei-Säure/Gel-Akkumulatoren, die mit 4 Blöcken (à 12 V, 192AhC5) ca. 250 kg wiegen.
Es können 250 kg zugeladen werden. Der Wendekreis beträgt 7,49 m, die Reifen haben die Größe 145/80R13 75T.
Der Stromverbrauch liegt bei ca. 10 -17 kWh/100 km; das entspricht umgerechnet etwa 0,8 bis 1,5 Litern Benzin. Das Ladegerät (Zivan K2) hat 1,5 kW/230 V~, das entspricht 25 A sekundärseitig. Das 12 V-Bordnetz versorgt über einen Wandler (48 V=/20 A → 12 V=) die Lampen und Anzeigen. Nur die Elektroheizung funktioniert mit 48 V=.